# Yahya ibn Zayd
Yahya ibn Zayd ibn Alí ibn al-Hussayn ibn Alí ibn Abi-Tàlib (àrab: يحيى بن زيد بن علي بن الحسين بن علي بن أبي طالب, Yaḥyà b. Zayd b. ʿAlī b. al-Ḥusayn b. ʿAlī b. Abī Ṭālib) (715-743) fou un rebel alida contra els omeies.
Va participar en la revolta del seu pare a Kufa a finals del 739; mort el seu pare va fugir perseguit de manera implacable per Yússuf ibn Úmar ath-Thaqafí, governador de l'Iraq. Yahya va anar a Nínive prop de Karbala i després va rebre la protecció de l'omeia Abd-al-Màlik ibn Bixr ibn Marwan que el va amagar a un llogaret que després fou Qasr Ibn Hubayra.
Més tard va fugir al Khurasan via Madain. Yússuf se'n va assabentar i el va anar a buscar a Madain però va poder fugir a Rayy i d'allí a Nixapur i Sarakhs, on va estar sis mesos amb el xiïta Yazid ibn Úmar at-Taymí, germà d'un cap militar d'Abu-Múslim. Va buscar suports per una revolta i el va obtenir d'un grup kharigita, però per consell del seu hoste, no el va acceptar.
Junt amb Yazid va marxar a Balkh on fou acollit per al-Hàrith ibn Abd-ar-Rahman aix-Xaybaní. Llavors va intentar que es revoltessin els Banu Hàixim de Medina, però el cap de la confraria haiximiyya al Khurasan, Bukayr ibn Mihan, va donar ordes de no revoltar-se perquè l'imam Ibrahim ibn Muhàmmad havia predit la mort de Yahya. El 743 Yússuf va saber on s'amagava i va enviar al governador del Khurasan, Nasr ibn Sayyar, a Balkh per obtenir el seu lliurament; el cap enviat a Balkh, Aqil ibn Màqil al-Laythí va fer torturar a al-Hàrith perquè revelés l'amagatall de Yahya; el fill d'al-Hàrith, per salvar al seu pare, va trair a Yahya, que fou agafat amb alguns companys i portat a Merv davant Nasr que va informar a Yússuf, i aquest al nou califa al-Walid II, que va donar ordes d'alliberar els presoners.
Nasr va rebre l'orde i la va complir i va enviar a Yahya a la cort del califa; però quan Yahya va arribar a la frontera del Khurasan va tenir por que fos una trampa i amb 70 partidaris va iniciar una revolta; Nasr va enviar llavors forces manades pels prefectes de Nixapur, Tus i Sarakhs, que foren derrotades pels rebels a Bushtanikan i el prefecte de Nixapur, Amr ibn Zurara al-Quxayrí, va resultar mort.
Yahya va anar a Gurgan (via Herat) i va reclutar més partidaris (fins a uns 150). Nasr va enviar llavors un exèrcit nombrós manat per Salm ibn Àhwaz al-Maziní i després de tres dies de lluita al lloc d'Arghuya, Yahya va morir en el combat quan només tenia 28 anys; el seu cap fou enviat a Damasc; quasi tots els seus homes van morir igualment. Els abbàssides van veure reforçada la seva lluita al situar entre els seus objectius la venjança de Yahya tot i que mai lo havien donat suport. Abu-Múslim uns anys després el va enterrar a Anber o rodalia i la seva tomba fou lloc de pelegrinatge durant un temps.